# Edmond Debeaumarché

Dijon, herinneringsplaquette aan Debeaumarché

Edmond Debeaumarché (Dijon, 15 december 1906 - Suresnes 28 maart 1959) was een Franse postbeambte, die een belangrijke rol in het Franse verzet tijdens de Tweede Wereldoorlog speelde.

## Verzet
Hij wilde piloot worden, maar zijn zicht was daarvoor te slecht en hij ging voor de Franse PTT werken. In 1939 werd hij gemobiliseerd als telegrafist bij de Franse luchtmacht. In juni 1940 werd hij gedemobiliseerd, maar hij weigerde zich bij de nederlaag neer te leggen en begon met verzetsacties.
Als chef van het posttransport was Debeaumarché in de gelegenheid post voor het verzet te smokkelen. Van de zomer van 1943 maakte hij deel uit van Action-PTT, een clandestien netwerk binnen de PTT onder Simone Michel-Lévy (1906-1945). Deze organisatie maakte postcontact met Londen en telefoonverbindingen met Normandië, die na de invasie van vitaal belang bleken. Toen Michel-Levy opgepakt werd in november 1943 nam Debeaumarché over als hoofd van Action-PTT. Door heel Frankrijk zette hij verzetsnetwerken op en organiseerde sabotage van vijandelijke verbindingen. Hij wist drie codeboeken van de Milice française in handen te krijgen en daarmee telegrammen te ontcijferen en door te geven aan geallieerde inlichtingendiensten.

## Arrestatie
Op 3 augustus 1944 werd Debeaumarché gearresteerd en hardhandig ondervraagd door de Gestapo. Hij werd daarbij bewusteloos geslagen, maar hij sloeg niet door. Op 15 augustus werd hij naar Buchenwald gedeporteerd. Hij werd tewerkgesteld in  Mittelbau-Dora, waar V1's en V2's werden gemaakt. Door verraad kwam zijn betrokkenheid bij het verzet uit en op 11 november werd hij ter dood veroordeeld. Het vonnis werd niet uitgevoerd, maar werd eenzaam opgesloten. In april 1945 werd hij naar Bergen-Belsen overgebracht, waar hij op 15 april 1945 door geallieerde troepen werd bevrijd. Hij keerde naar Frankrijk terug.
Na de oorlog was hij lid van de voorlopige Franse adviserende assemblé en had hij een aantal hoge bestuursfuncties bij de Franse PTT. Hij stierf 28 maart 1959 in Suresnes en werd met een dienst in Les Invalides herdacht. Hij ligt begraven in Dijon.

## Eerbewijzen
- Legioen van Eer, ridder (1945), officier (1947), commandeur (1951) en grootofficier (1957)[1]
- Orde van de Bevrijding, compagnon (1945)[1]
- Croix de Guerre 1939-45[1]
- Medal of Freedom[1]
- Er is een plein naar hem vernoemd in Dijon.
- Er is een straat naar hem vernoemd in Mantes-la-Ville.
- Een eerstedagenvelop van een Franse postzegel met zijn beeltenis, 26 maart 1960.[2] Deze postzegel maakte deel uit van een serie getiteld Héros de la Résistance.[3]